# Valère de Besveconny
Valère de Besveconny, né Valerian Bezveconnîi (en russe : Валериан Безвиконный) le 19 décembre 1896 à Kichinev en Russie (aujourd'hui Chișinău en Moldavie,) et mort vers 1964 en Argentine, est un entraîneur de football, ayant exercé dans de nombreux pays du monde.
Francophone dès son arrivée en France, il se fait appeler « M. Valère » dans la presse sportive . En toute fin de saison 1932-1933, alors qu'il est l'entraîneur de l'Olympique d'Antibes, il est au cœur de la première affaire de corruption du football professionnel français, dont il est le seul acteur à être sanctionné.

## Origine et citoyenneté
Natif de Chișinău, Besveconny porte un nom originaire d'Ukraine. Il est au moment de l'affaire d'Antibes qualifié péjorativement de « Russe blanc »,, à savoir un aristocrate russe ayant fui la révolution bolchevique de 1917, ce qui parait vraisemblable. La Moldavie devient brièvement indépendante en 1917 avant d'être absorbée par la Roumanie l'année suivante.
Intellectuel, polyglotte, il n'est pourtant pas présenté comme un entraîneur russe, ukrainien ou roumain dans la plupart des sources de l'époque. Besveconny est souvent dit d'origine hongroise, un pays qui fournit alors de nombreux footballeurs et d’entraîneurs de talent aux pays occidentaux, et dont il connaît la langue,, mais aussi « transylvaine », tchèque, voire belge (lors de son passage en Grèce). Il n'est dit roumain qu'à une seule occasion dans la presse francophone,  au moment où il est nommé sélectionneur de la Roumanie en 1934. 
Son nom public diffère souvent d'une source et d'un pays à l'autre, ce qui peut s'expliquer par la nécessaire et incertaine translittération de ses papiers d'identité.
Vivant régulièrement en France entre 1932 et 1938, et y ayant apparemment fondé une famille, il se présente comme Français lors de son immigration en Argentine en 1939. Le fait qu'il soit finalement prénommé « Valério » par l'administration argentine lors de ses dernières années dans son pays d'accueil laisse à penser qu'il a pu opter pour la nationalité argentine et officiellement changer de prénom à cette occasion.
En 1933, au moment où il travaille à Antibes, il est marié à Anastasia Kosicoff, née à Bakou (Russie) en 1906.

## Carrière
Besveconny raconte avoir découvert et s'être passionné pour le football pendant ses études de droit. Il y joue, en devient arbitre, et tente finalement d'en faire son métier comme entraîneur en voyageant hors de Roumanie pour pouvoir approfondir ses connaissances,. Il dit notamment avoir fait partie du Bolton Wanderers FC en Angleterre, puis d'une école d'entraîneurs à Vienne, un pays précurseur dans la professionnalisation du football.
Au milieu des années 1920, Besveconny s'établit au Caire en Égypte. Surnommé « Valère Bé » (en russe : Валеръ-бей), il y est « instructeur de gymnastique ». L'intéressé assure avoir remporté le championnat du Caire (en) en 1925 et 1926, ce qui signifie qu'il est ces saisons-là l’entraîneur d'Al Sekka. 

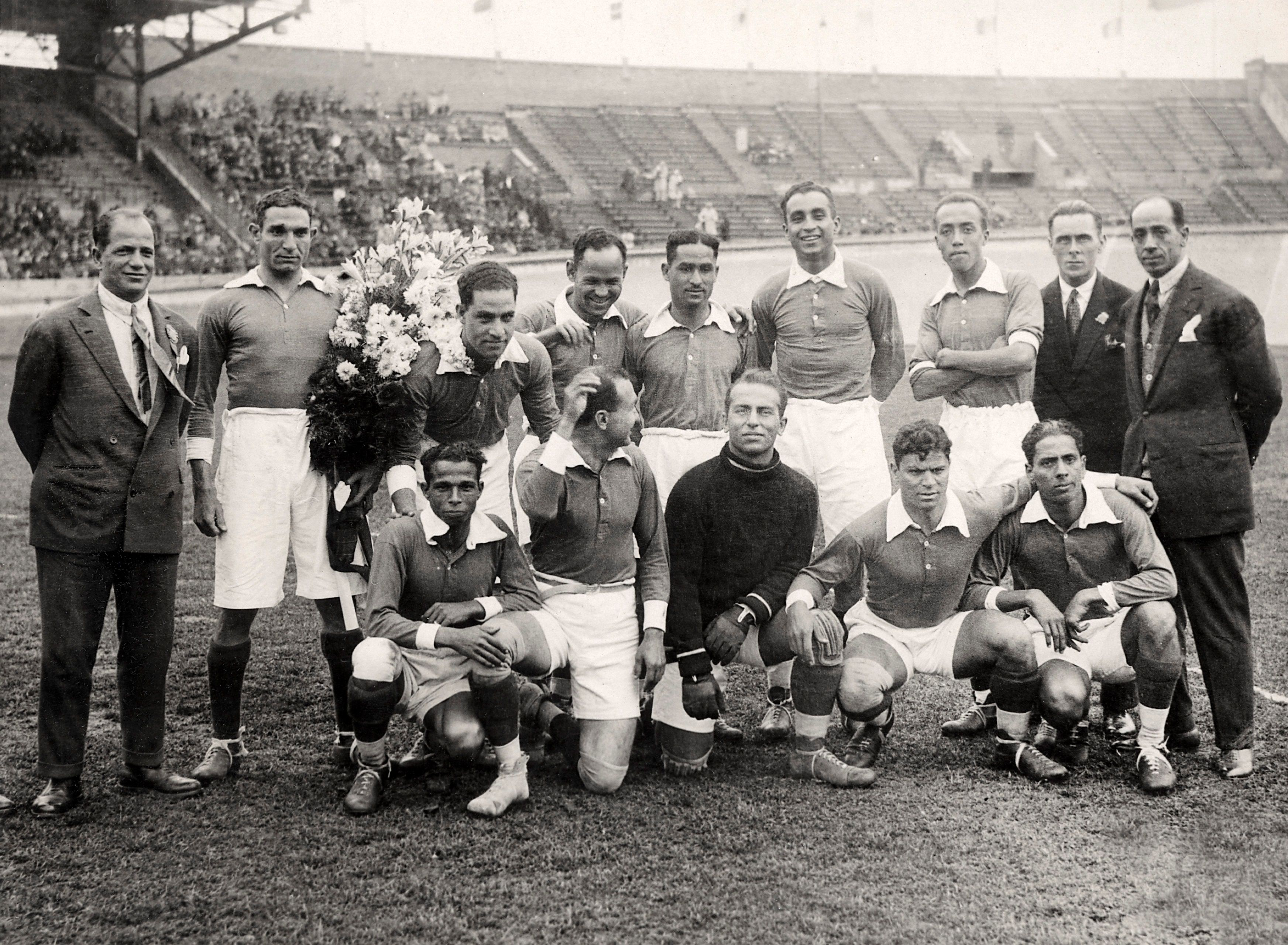
Équipe d'Égypte aux JO de 1928. Besveconny est-il le 2e debout, en partant de la droite ?

Il entraîne, ou a minima accompagne, la sélection nationale égyptienne à l'occasion des Jeux olympiques de 1928,. Les Égyptiens brillent à Amsterdam en battant la Turquie et le Portugal et finissent à la quatrième place du tournoi olympique. Il organise la tournée de l'équipe égyptienne à travers l'Europe : elle dispute avant et après le tournoi de nombreux matchs d'exhibition, parfois sous un nom d'emprunt (« Cairo XI », « Alexandria XI », ...) quand elle rencontre une équipe locale et non une sélection nationale,.
Besveconny raconte avoir entraîné le Viktoria Žižkov lors de la saison 1927-1928, lorsque le club remporte le premier et seul titre de champion de Tchécoslovaquie de son histoire. Il parait cependant incertain qu'il ait pu être alors l’entraîneur principal, les sources indiquant que le poste était alors occupé par le Tchèque Antonín Breburda (cs). Il affirme aussi avoir entraîné l'Olympiakós en Grèce en 1928-1929, qui remporte le championnat du Pirée (en). Le club a cependant ces saisons-là un entraîneur principal tchèque, Jan Kopřiva (he). 
Il est davantage établi qu'il entraîne l'Aris Salonique à partir d'avril 1930. Les sources d'époque présentent alors Besveconny comme un entraîneur tchèque, qui a récemment dirigé le Viktoria Žižkov (possiblement en 1929 donc, plutôt que 1927-1928). Il y est appelé « Dé Valère » (« grec moderne : Ντε Βαλέρ »). Il y remporte le championnat de Macédoine en 1931 puis le « championnat panhellénique », ancêtre du championnat de Grèce, en 1932 (en),. Il y lance notamment la carrière du fameux attaquant grec Kleánthis Vikelídis. Malgré le titre, son contrat n'est pas reconduit pour des raisons financières.
En 1932, la Fédération française de football organise la première édition de son championnat professionnel. Premier inscrit des vingt clubs fondateurs, soutenu par plusieurs personnalités, l'Olympique d'Antibes se veut ambitieux. Louis Cazal et Alexandre Villaplane, ancien capitaine de l'équipe de France, ont ainsi été recrutés dès l'été précédent. Fin mai, le club annonce le recrutement de « Valérian de Bezweconny » au poste d'entraîneur pour la saison à venir. Il se fait rapidement connaître des observateurs comme « M. Valère »,. Il renforce efficacement son effectif, avec l'apport de plusieurs joueurs étrangers, à l'image des Autrichiens Adolf Pohan et Karl Klima, premier buteur de l'histoire du championnat, ou du Hongrois Árpád Belko. Et il organise pendant l'été de nombreux matchs d'exhibition en France et en Europe. La saison arrivant, son équipe s'installe vite parmi les équipes de tête du championnat. Ses bons résultats, ainsi que son affabilité, se traduisent par une bonne réputation dans la presse sportive. Son équipe termine en tête de son groupe, devant l'AS Cannes, le rival voisin, dernier vainqueur de la Coupe de France, et le FC Sochaux, le riche club de Peugeot, et se qualifie pour la finale du championnat où elle doit affronter l'Olympique lillois.
Juste avant de partir à Paris pour la finale, le club antibois apprend pourtant son déclassement, alors qu'éclate un scandale de tentative de corruption impliquant l’entraîneur : il se serait déplacé à Lille plusieurs jours avant la dernière journée pour arranger avec les dirigeants du SC Fives la victoire de son équipe, en échange de 35 000 francs. Plusieurs joueurs antibois, dont le capitaine Villaplane, auraient tenté la même démarche auprès des joueurs nordistes juste avant le match. Le club antibois charge son entraîneur qui aurait agi de sa propre initiative. La commission de discipline de la Fédération suit et l'interdit, à vie, de toute fonction dans le football en France,,, laissant aux joueurs le bénéfice du doute. Deux ans plus tard, dans une autre affaire de paris hippiques truqués, Villaplane est cette fois jugé coupable et condamné à six mois de prison ferme,.
Malgré sa suspension, « M. Valère » refait parler de lui en France dès l'automne 1933 en apparaissant comme le manager du Football Club de Lyon, qui se lance à son tour dans le professionnalisme. La polémique naissante et l'intervention de la fédération l'obligent à quitter rapidement le club et la ville,.
Besveconny indique avoir ensuite travaillé pour un club de Nuremberg en Allemagne (vraisemblablement le 1. FC Nuremberg), puis en Suisse aux Young Boys de Berne (son recrutement, sous le nom « Balerian de Besweconny », est confirmé par une brève publiée en mars 1934 mais il semble avoir pris son poste un plus tôt et diriger un minimum de 14 matchs de championnat). En septembre 1934, sa nomination comme nouveau sélectionneur de la Roumanie est annoncée, mais il ne semble finalement pas avoir dirigé de match. Besveconny indique lui avoir entraîné à cette époque Lausanne-Sport. Le club lausannois, malgré le départ de l'Anglais Jimmy Hogan, remporte le doublé coupe-championnat de Suisse en 1934-1935, mais les sources indiquent généralement que c'est le jeune gardien de but allemand Alwin Riemke (de) qui faisait cette saison-là office d'entraineur-joueur.
En 1937-1938, sa suspension en France semble avoir été levée car il est officiellement nommé entraîneur du Stade de Reims, en deuxième division du championnat de France, à la surprise de certains observateurs. L'équipe rémoise termine en milieu de tableau. Le club se trouvant dans une délicate situation financière, son contrat d’entraîneur n'est pas reconduit en fin de saison, malgré l'appréciation des dirigeants pour le travail effectué.
Il quitte la France en 1938 pour s'installer en Argentine, dont il fait à distance les louanges du football dans la presse française. Il se présente dans son nouveau pays comme Français avec son nom francisé, « Valère de Besveconny ». Il est embauché en 1939 par le CA Boca Juniors, club populaire de Buenos Aires dont il est le premier entraîneur étranger. Il ne reste cependant que quelques mois en poste. En 1940, il présente au journal La Nación son parcours et donne son avis sur le football argentin.

## Après football
En 1952, il est indiqué dans la presse française que depuis son départ en Amérique du Sud, on n'a « plus jamais entendu parler de lui ». De fait, il ne semble pas occuper de poste d’entraîneur à un niveau professionnel après son court passage sur le banc de Boca Juniors en 1939. 
En 1946, il publie à Buenos Aires deux livres sur la danse, titrés Guía del Ballet (aux Éditions Emecé) et Silfides (aux Éditions Peuser). Une femme portant le même nom que lui, Erna B. de Besveconny, publie la même année en Argentine un autre livre dans le même thématique, intitulé Imágenes del ballet.
Dans les années 1950, il est cité comme un acteur de l'extraction de pétrole en Argentine. Il meurt vraisemblablement en 1964 dans la région de Buenos Aires en Argentine, après avoir connu d'importants soucis financiers à la fin de sa vie.